# 스페인의 여자 배우 목록

## 가
- 루이사 가바사
- 에스티발리스 가빌론도
- 엘리아 갈레라
- 파니 고티에
- 아이츠페아 고에나가
- 글로리아 구스만

## 나
- 니에베스 나바로
- 나와 님리
- 루트 누녜스
- 마르타 니에토

## 다
- 노르마 두발
- 아나 두아토
- 로시오 두르칼
- 나탈리아 디센타

## 라
- 암파로 라라냐가
- 카르멘 라라베이티
- 아나 라바르데타
- 아우로라 레돈도
- 마벨 로사노
- 크리스티나 로드리구에스
- 바네사 로메로
- 마가리타 로사노
- 누리아 로카
- 벨렌 로페스
- 차로 로페스
- 비키 디아스 루손
- 벨렌 루에다
- 노르마 루이스
- 아나 루이스
- 콘치타 루이스
- 에바 루포
- 블랑카 리
- 베아트리스 리코

## 마
- 라이아 마룰

- 에바 마르시엘
- 베고냐 마에스트레
- 바고냐 마에스트레
- 비히니아 마에스트로
- 카르멘 마우라
- 카르멘 마치
- 후 아니타 만소
- 솔레다드 말롤
- 나탈리아 메넨데스
- 마리아 메르카데르
- 알바 메사
- 마리 카르멘 디아스 데 멘도사
- 라쿠엘 멜레르
- 마리솔 멤브릴로
- 로사 모레나
- 로시타 모레노
- 마틸데 모레노
- 리나 모르간
- 콘치타 몬테네그로
- 이치아르 미란다
- 라쿠엘 메로뇨
- 키라 미로
- 나티 미스트랄

## 바
- 콘수엘로 바딜로
- 카탈리나 바르세나
- 마리아 바스쿠에스
- 파울라 바스쿠에스
- 마리아 바랑코테레사 우르타도
- 콘티타 바우티스타
- 윰 바레라
- 아순시온 발라구에르
- 아나 마리아 벤투라
- 이시아르 볼라인
- 호세피나 블랑코
- 이레네 비세도

## 사
- 에바이 산타
- 바바라 산타크루스
- 베로니카 산체스
- 빅토리아 산체스
- 수시 산체스
- 아이타나 산체스히혼
- 리디아 산호세
- 안토니아 산후안
- 나탈리아 세세냐
- 마르 소두페
- 루치 소토
- 로사리오 솔레르

## 아
- 마리아 아다네스
- 아나 아다무스
- 토니 아코스타
- 빅토리아 아르고타
- 임페리오 아르헨티나
- 마리아 알바
- 아나 알바레스
- 실비아 아브릴
- 안나 알렌
- 아나벨 알론소
- 몬세라트 알코베로
- 나타샤 야로펭코
- 쿠카 에스크리바노
- 블랑카 에스트라다
- 베아트리스 에스쿠데로
- 마르타 에투라
- 에스페란사 엘프
- 아나 오브레곤
- 카르멘 올리베르 코베냐
- 에마 오소레스
- 아나 와헤네르
- 칼라 이달고
- 아말리아 이사우라
- 미람 이스클라

## 카
- 아델파 칼보
- 타마라 카노사
- 크리스티나 카스타뇨
- 마리아 카스트로
- 마리아 호세 칸토도
- 아델파 칼보
- 수사나 코르도바
- 헬레나 코르테시나
- 카르멘 코베냐
- 마리아 코티엘로
- 파트리시아 콘데
- 인마 쿠에스타
- 인마 쿠에바스
- 모니카 크루스
- 페넬로페 크루스
- 아이나 클로테트

## 타
- 콘수엘로 타마요
- 고야 톨레도

## 파
- 엘사 파타키
- 로사나 파스토르
- 로시 데 팔마
- 로사리오 팔도
- 피오레랄 팔토야노
- 칸델라 페냐
- 크리스티나 페랄레스
- 마리사 파레데스
- 파트리시아 페레스
- 비비아나 페르난데스
- 나탈리에 포사
- 마리올라 푸엔테스
- 마리아 푸할테
- 폴라 프레드데스
- 이사벨 프라다스
- 마르타 플리치

## 하
- 라파엘라 하로
- 아이린 로페스 헤레디아
- 롤라 헤레라
- 호시타 헤르난
- 루시아 히메네스
- 살로메 히메네스
- 아리아드나 힐
- 테레사 힘페라